# 菊麿王妃常子
菊麿王妃常子（きくまろおうひ ひさこ、1874年（明治7年）2月7日 - 1938年（昭和13年）2月26日）は、日本の皇族。島津忠義公爵令嬢。山階宮菊麿王の後妃。

## 略歴
1874年（明治7年）、旧薩摩藩主、公爵・島津忠義の四女として生まれる。久邇宮妃俔子は同母妹であり、その長女である香淳皇后は姪にあたる。結婚前は同母妹の正子、異母妹の為子と生活していた。
1902年（明治35年）、山階宮菊麿王と結婚。
菊麿王との間には藤麿王、萩麿王、茂麿王の3男が誕生した。先妃の子である武彦王、芳麿王、安子女王にも、実子と変わらぬ愛情を注ぎ、子らも義母の常子妃を「おたた様」と呼び慕った。菊麿王は常子妃の弾く箏を好み、また子女や使用人らと共に英傑の描かれた鹿児島風カルタを催すこともあった。
1908年（明治41年）5月2日、第3子の茂麿王が誕生した直後に菊麿王と死別。常子妃の悲しみは深かった。義理の息子である武彦王が、山階宮を継承した。
やがて仏教に帰依し、朝夕花を手向けて菊麿王の冥福を祈っただけでなく、毎月28日には関東真言宗の高僧らを招いて仏事を執り行った後に豊島岡墓地を参拝していた。一周忌にあたる1909年（明治42年）4月28日には荘厳な法要を催すとともに、菊麿王の遺品で3着の七条袈裟を誂えた。
薨去に至る数年前より慢性腎臓炎を患い、1937年（昭和12年）10月頃より症状が悪化すると、1938年（昭和13年）2月以降は昏睡状態が続き、2月25日に危篤となり、2月26日午前1時45分に薨去した。
常子妃の薨去に際し、勅使として徳大寺実厚公爵が、皇后宮使として入江相政が、皇太后宮使として清閑寺良貞伯爵が山階宮家を弔問した。また満州国皇帝溥儀から弔電が送られた。
3月3日、豊島岡墓地において斂葬の儀が執り行われた。

## 栄典
- 1902年（明治35年）11月26日 - 勲二等宝冠章[9]
- 1906年（明治39年）4月1日 - 明治三十七八年従軍記章[10]
- 1913年（大正2年）10月31日 - 勲一等宝冠章[11]